# The 1996 DEP Sessions
The 1996 DEP Sessions es un EP del músico británico de heavy metal Tony Iommi junto a Glenn Hughes, lanzado al mercado en 2004. El material original para el álbum se grabó en 1996 y circuló como bootleg bajo el título de Eight Star. 
Ocho años después se regrabó parcialmente y se lanzó al mercado de forma oficial.

## Lista de canciones
1. "Gone" 4:29
2. "From Another World" 5:55
3. "Don't You Tell Me" 4:14
4. "Don't Drag the River" 4:34
5. "Fine" 5:05
6. "Time is the Healer" 4:16
7. "I'm Not the Same Man" 4:20
8. "It Falls Through Me" 4:46

## Músicos
- Glenn Hughes - voz, bajo
- Tony Iommi - guitarra
- Don Airey – teclados
- Geoff Nicholls - teclados
- Mike Exeter - teclados
- Jimmy Copley - batería (regrabación)
- Dave Holland - batería (original)